# Lista das maiores goleadas do Copa do Brasil
Esta é uma lista das maiores goleadas da Copa do Brasil de Futebol, competição nacional de clubes de futebol do Brasil, organizada pela Confederação Brasileira de Futebol (CBF), jogada nos moldes da Copa da Inglaterra, Taça de Portugal, Copa do Rei, Copa da Escócia, entre outras, sempre no formato "mata-mata", no qual o clube derrotado é eliminado da competição.
Uma goleada é caracterizada como uma vitória por uma ampla diferença de gols, mas essa diferença não é quantificada. Alguns comentaristas e analistas de futebol consideram uma goleada qualquer triunfo a partir de três gols de diferença, enquanto outros só consideram a partir de quatro gols. Há também quem utilize uma soma de ambos os critérios, considerando goleada a diferença de três ou mais gols, desde que seja marcado pelo menos quatro gols por uma mesma equipe, excluindo por exemplo o placar de 3–0.

## Lista
Estas são as 34 maiores goleadas da história da Copa do Brasil, considerando como principal critério de desempate a diferença de gols e, posteriormente, o número de gols marcados pela equipe vencedora.
| Nº | Mandante         | Placar | Visitante           | Estádio           | Data            | Ano  | Ref. |
| -- | ---------------- | ------ | ------------------- | ----------------- | --------------- | ---- | ---- |
| 1  | Atlético Mineiro | 11–0   | Caiçara             | Independência     | 28 de fevereiro | 1991 |      |
| 2  | São Paulo        | 10–0   | Botafogo-PB         | Morumbi           | 28 de março     | 2001 |      |
| 2  | Santos           | 10–0   | Naviraiense         | Vila Belmiro      | 10 de março     | 2010 |      |
| 4  | Internacional    | 9–1    | Ji-Paraná           | Beira-Rio         | 6 de abril      | 1993 |      |
| 4  | São Paulo        | 9–1    | 4 de Julho          | Morumbi           | 8 de junho      | 2021 |      |
| 6  | Flamengo         | 8–0    | Kaburé              | Gávea             | 26 de abril     | 1995 |      |
| 6  | Sergipe          | 0–8    | Palmeiras           | Batistão          | 28 de fevereiro | 1996 |      |
| 6  | Portuguesa       | 8–0    | Kaburé              | Canindé           | 4 de março      | 1997 |      |
| 6  | Vasco da Gama    | 8–0    | Picos               | São Januário      | 10 de fevereiro | 1998 |      |
| 6  | Interporto       | 0–8    | Bahia               | General Sampaio   | 15 de março     | 2000 |      |
| 6  | Itabuna          | 0–8    | Nova Iguaçu         | Mário Pessoa      | 28 de fevereiro | 2024 |      |
| 6  | Águia de Marabá  | 0–8    | Fluminense          | Mangueirão        | 26 de fevereiro | 2025 |      |
| 13 | Flamengo-PI      | 1–8    | Corinthians         | Albertão          | 2 de maio       | 2001 |      |
| 13 | Ponte Preta      | 8–1    | Castanhal           | Moisés Lucarelli  | 21 de março     | 2001 |      |
| 13 | Santos           | 8–1    | Guarani             | Vila Belmiro      | 14 de abril     | 2010 |      |
| 13 | Atlético Mineiro | 8–1    | IAPE                | Arena do Jacaré   | 2 de março      | 2011 |      |
| 17 | Atlético Mineiro | 7–0    | América de Natal    | Independência     | 22 de julho     | 1989 |      |
| 17 | Guará            | 0–7    | Internacional       | Mané Garrincha    | 18 de fevereiro | 1997 |      |
| 17 | Atlético Mineiro | 7–0    | Alvorada            | Mineirão          | 26 de fevereiro | 1998 |      |
| 17 | Cruzeiro         | 7–0    | Coríntians de Caicó | Mineirão          | 2 de abril      | 2003 |      |
| 17 | Cruzeiro         | 7–0    | Sergipe             | Mineirão          | 16 de fevereiro | 2005 |      |
| 17 | Vasco da Gama    | 7–0    | Botafogo-PB         | São Januário      | 22 de fevereiro | 2006 |      |
| 17 | Palmas           | 0–7    | Atlético Mineiro    | Nilton Santos     | 27 de fevereiro | 2008 |      |
| 17 | Atlético Roraima | 0–7    | Portuguesa          | Ribeirão          | 24 de fevereiro | 2010 |      |
| 17 | Juventus-AC      | 0–7    | Atlético Mineiro    | Arena da Floresta | 24 de fevereiro | 2010 |      |
| 17 | Goiás            | 7–0    | São José-AP         | Serrinha          | 31 de março     | 2010 |      |
| 17 | Cametá           | 0–7    | Atlético Goianiense | Parque do Bacurau | 10 de abril     | 2013 |      |
| 28 | Flamengo         | 8–2    | Maringá             | Maracanã          | 26 de abril     | 2023 |      |
| 29 | Palmeiras        | 7–1    | River-PI            | Palestra Itália   | 11 de março     | 1997 |      |
| 29 | Amapá            | 1–7    | Cruzeiro            | Zerão             | 5 de fevereiro  | 1998 |      |
| 29 | Atlético Roraima | 1–7    | Náutico             | Vivaldão          | 14 de fevereiro | 2008 |      |
| 29 | Altos            | 1–7    | Santos              | Albertão          | 6 de fevereiro  | 2019 |      |
| 29 | Campinense       | 1–7    | Bahia               | Amigão            | 9 de março      | 2021 |      |
| 29 | Botafogo         | 7–1    | Brasiliense         | Kleber Andrade    | 15 de março     | 2023 |      |